# Bulbophyllum parviflorum
Bulbophyllum parviflorum là một loài phong lan thuộc chi Bulbophyllum.